# Börseredsjön
Börseredsjön är en sjö i Falkenbergs kommun i Halland och ingår i Suseåns huvudavrinningsområde. Sjöns area är 0,024 kvadratkilometer och den är belägen 90 meter över havet.